# Nikolaus von Koch

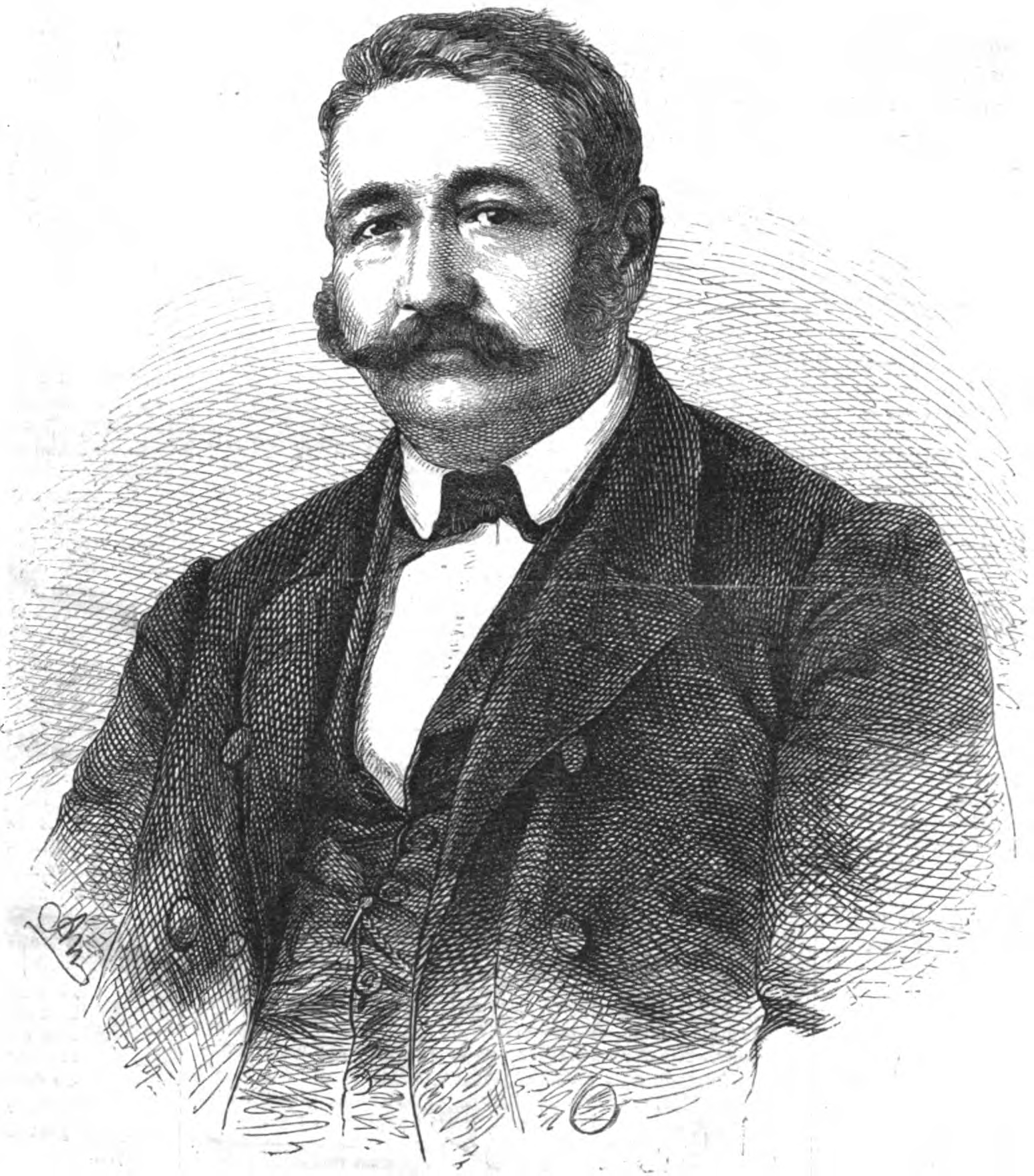
Nikolaus von Koch. Grafik von Adolf Neumann.

Nikolaus Ritter von Koch, auch: Nicolaus Ritter von Koch (* 1807 in Ebern; † 19. Januar 1866 in München), war ein bayerischer Politiker und Kultusminister (1864–1866).

## Leben
1863 wurde Nikolaus von Koch Regierungspräsident von Oberfranken in Nachfolge des verstorbenen Friedrich von Podewils.
Nikolaus von Koch war von 1864 bis 1866 bayerischer Kultusminister (Staatsminister des Inneren für Kirchen- und Schulangelegenheiten) als Nachfolger von Theodor von Zwehl. Von Koch setzte die Vorarbeiten zu einer umfangreichen, erneuerten Schulordnung für die Höheren Lehranstalten in Bayern seiner Vorgänger Friedrich von Ringelmann und Theodor von Zwehl fort.
In den Jahren 1865/1866 vertrat er den vakanten Ministerstuhl des Innern.